# Blasius Wambach
Blasius Wambach (* in Obereggenen; † 2. Januar 1493 in St. Blasien) war als Blasius I. Wambach von 1491 bis 1493 Abt im Kloster St. Blasien im Südschwarzwald.

## Wappen
Auf rotem Schild ein silbernes Zimmermannsbeil mit goldenem Stiel.